# مکنده‌ماهی رودخانه اروپایی
مکنده‌ماهی رودخانه اروپایی (نام علمی: Lampetra fluviatilis) نام یک گونه از خانواده دهان‌گردماهی است. این گونه در دریا ۲۴ تا ۴۰ سانتی‌متر و در دریاچه تا ۲۸ سانتی‌متر رشد میکند.
این جانوار تقریباً در آب‌های ساحلی سراسر اروپا از شمال غربی دریای مدیترانه تا دریاچه‌های فنلاند و اسکاتلند، نروژ، ولز و رودهای آلپ زندگی میکند.